# 縮乳
缩乳术（breast reduction）又称乳房缩小成形术，俗称縮乳、缩胸，是一種通过移除乳房的部分脂肪组织、乳腺组织、松弛的乳房皮肤，且将下垂、移位的乳头恢复至理想位置，达到缩小乳房体积的整形手術。缩乳术一般都是為了健康理由而做的，但也有為了改善身材而做。此外，亦有從女性變性為男性的人透過縮胸手術來使身型變得更男性化，還有男性乳房發育症。

## 簡介
乳房縮小手術的對象通常都是有著過大、搖晃的乳房的女性。乳房的重量令到她們有各種不適的情況，例如頸部、背部和肩膀的酸痛，以及血液循環和呼吸的問題。過大的乳房增加胸罩和皮膚之間的摩擦，使皮膚受損。有些女性認為他們的乳房過大，跟身體不成比例。透過縮乳，可以令她們的胸部更為細小、輕盈和緊緻。手術亦可能把乳暈和乳頭縮小。
除了特別情況下，縮乳手術都是應用於已發育完成的乳房上。對於想餵哺母乳的女性，一般都不建議做縮乳手術。在做手術之前，醫生和病人都需要先決定將來乳暈和乳頭的位置（多數比原有位置為高）。
手術後，病人通常都需要數個星期才能初步康復。不過，病人仍然需要半年至一年的時間讓身體完全調整至新的乳房大小。因為乳房縮小，部份病人可能在手術後的第一次月經感到不適。

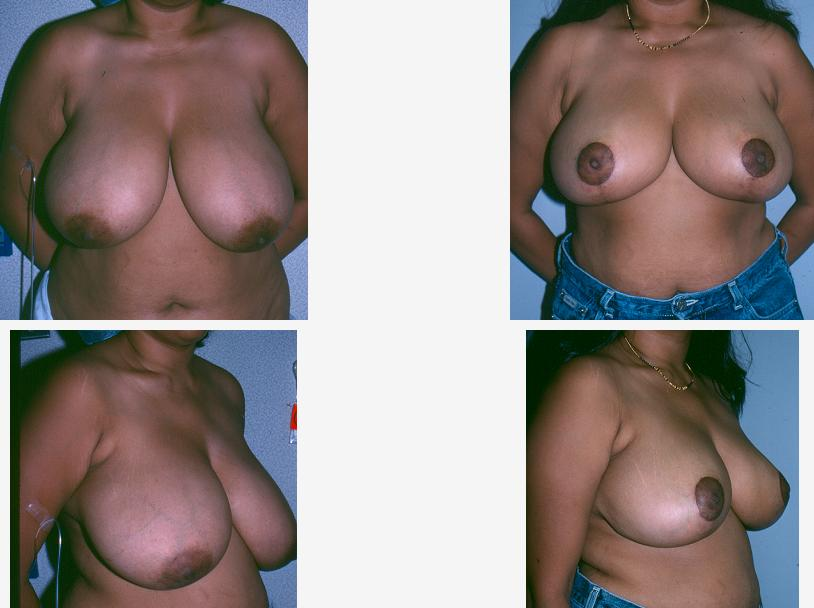
左圖為縮乳前，右圖為縮乳後。